# Hubbardiidae
Hubbardiidae är en familj av spindeldjur. Hubbardiidae ingår i överfamiljen Hubbardioidea, ordningen schizomider, klassen spindeldjur, fylumet leddjur och riket djur. Enligt Catalogue of Life omfattar familjen Hubbardiidae 247 arter. 

## Dottertaxa till Hubbardiidae, i alfabetisk ordning[1]
- Adisomus
- Afrozomus
- Anepsiozomus
- Antillostenochrus
- Apozomus
- Artacarus
- Attenuizomus
- Bamazomus
- Brignolizomus
- Burmezomus
- Clavizomus
- Cokendolpherius
- Cubazomus
- Draculoides
- Enigmazomus
- Guanazomus
- Hansenochrus
- Hubbardia
- Javazomus
- Julattenius
- Luisarmasius
- Mahezomus
- Mayazomus
- Megaschizomus
- Neozomus
- Notozomus
- Oculozomus
- Orientzomus
- Ovozomus
- Pacal
- Reddellzomus
- Rowlandius
- Schizomus
- Secozomus
- Sotanostenochrus
- Stenochrus
- Stenoschizomus
- Stewartpeckius
- Surazomus
- Tayos
- Trithyreus
- Troglocubazomus
- Wayuuzomus
- Zomus